# Museo de la Minería del País Vasco
El Museo de la Minería del País Vasco se encuentra en Gallarta, en el municipio vizcaíno de Abanto-Zierbena. 

## Localización
La ubicación del museo tiene un motivo de peso, pues tanto el pueblo como toda la comarca, denominada Zona Minera, han tenido una fuerte vinculación con la actividad minera.El museo está al lado de la mina a cielo abierto Concha II, desde donde se encuentra el punto más bajo de todo el País Vasco (al aire libre), 20 metros bajo el nivel del mar.

## Museo

### Origen
La "Asociación Cultural Museo Minero" creada en 1986 fue la principal impulsora del museo. Esta entidad sigue siendo parte del museo y sus participantes son personas voluntarias.
La gestión del museo la lleva a cabo la Fundación del Museo de la Minería del País Vasco. Por otra parte, las personas voluntarias de la asociación, siguen participando en la gestión del Museo.

### Objetivos
Tiene como objetivos investigar y difundir la cultura y la historia de la minería en el País Vasco, especialmente en relación con la Minería de Bizkaia. La protección y recuperación de los elementos materiales, industriales, urbanos y de infraestructura procedentes de la actividad minera. La recuperación y conservación de documentos, archivos, planos, imágenes, dibujos y fotografías procedentes de la época y actividad minera.

### Edificio
El ayuntamiento de Abanto y Zierbena encargó al arquitecto Casto de Zabala el diseño del matadero de Gallarta. La ubicación del matadero era perfecta en cuanto a visibilidad y ventilación, estaría en la entrada antigua a Gallarta, exactamente en la margen derecha de la carretera de Gallarta a Ortuella. Fue inaugurado en 1908 y terminó su actividad en 1990. Tras una transformación, se convirtió en museo minero. Herramientas, máquinas, minerales, documentación, fotografías... recopilados de todas las minas de Bizkaia pueden verse allí, así como la más amplia colección de vagones y carretas del País Vasco.
El museo amplió su superficie de exposición gracias al edificio de nueva construcción que se encuentra junto a él. Kontxa II es un edificio moderno diseñado por los estudios de arquitectura IMB en Bilbao. que está al borde de la mina. En la impresionante cornisa de 5 metros de largo se ha abierto una plataforma de observación, que permite a los visitantes disfrutar de una vista increíble de la mina al aire libre. Además del espacio expositivo interior, se habilitará otra nueva zona de ocio al aire libre. Allí colocarán grandes herramientas y maquinaria minera. Este nuevo lugar complementa el museo adyacente.[cita requerida]

## Galería de imágenes

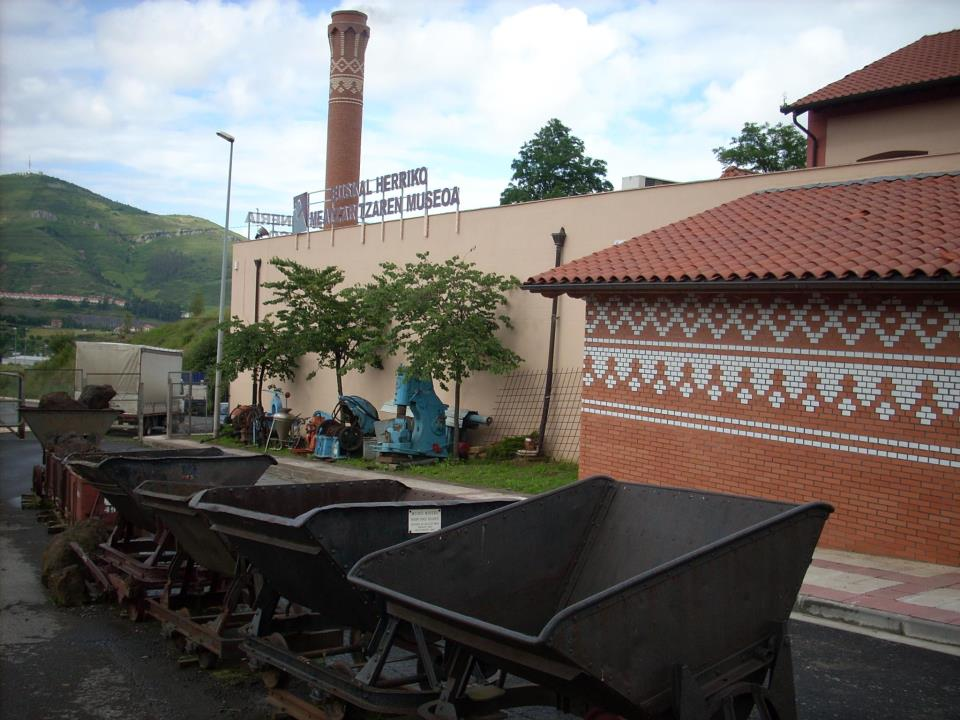
Vagonetas expuestas a la entrada del museo.
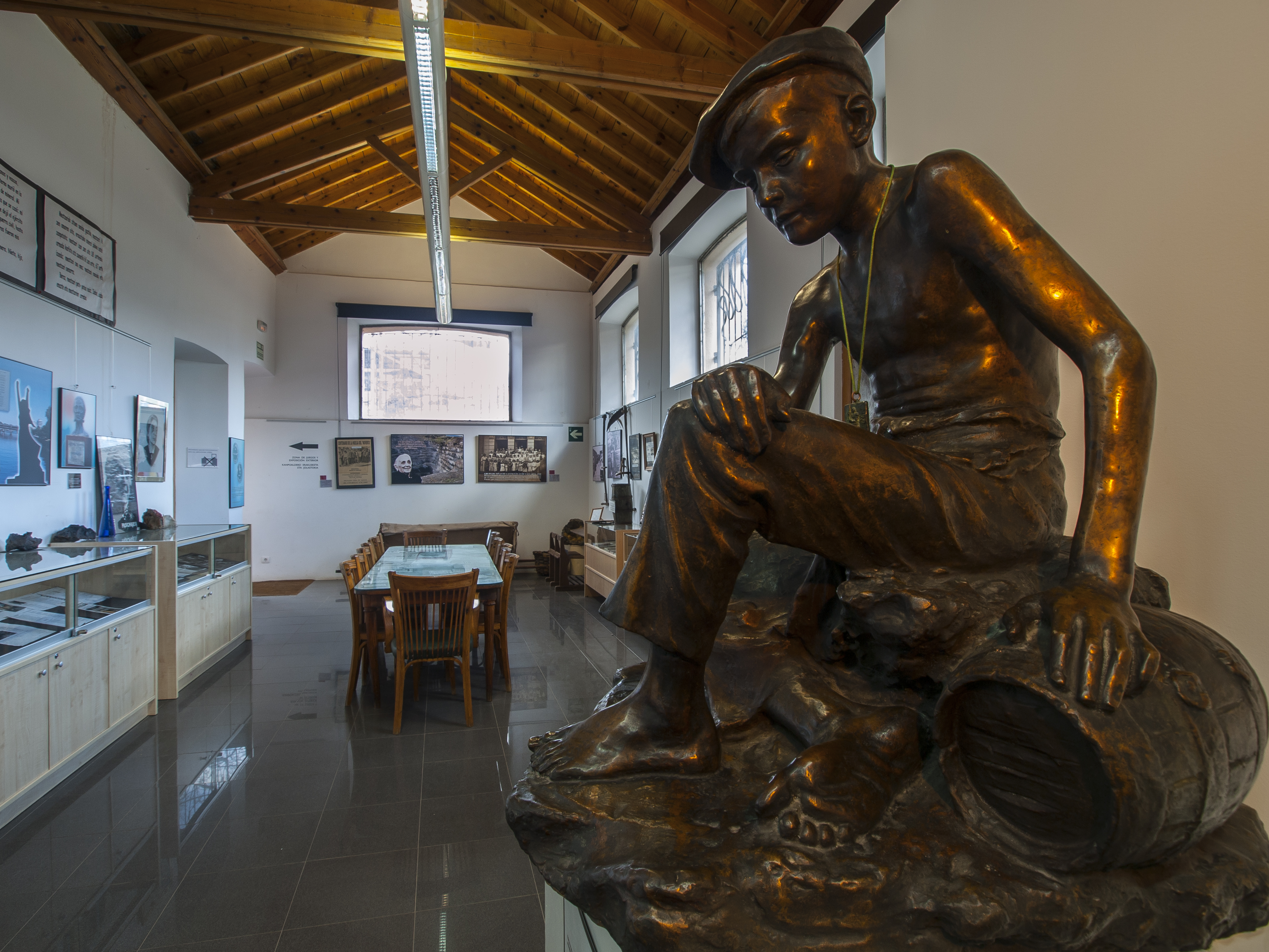
Interior del museo.
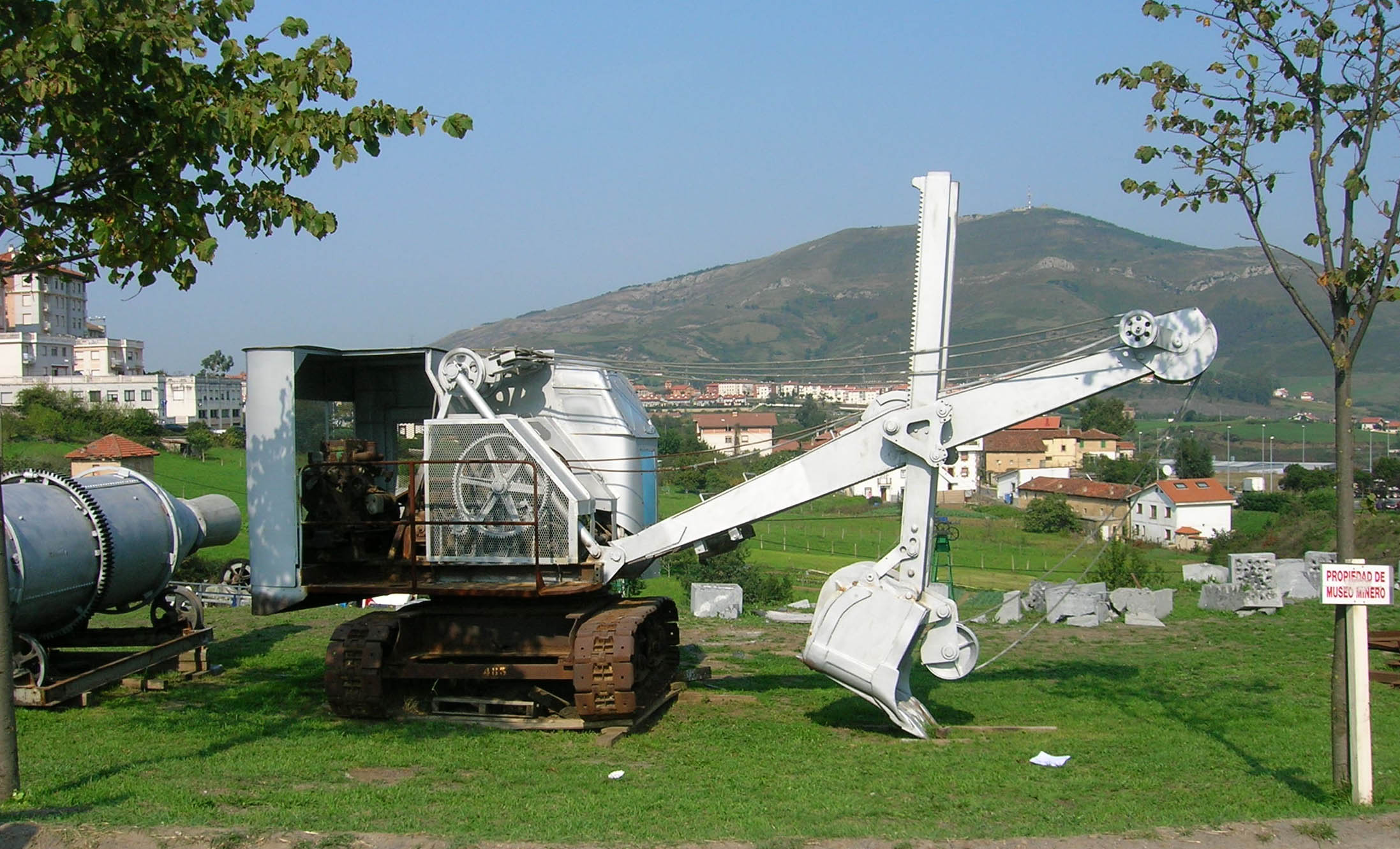
Maquinaria utilizada en la extracción de mineral expuesta en los alrededores del museo.
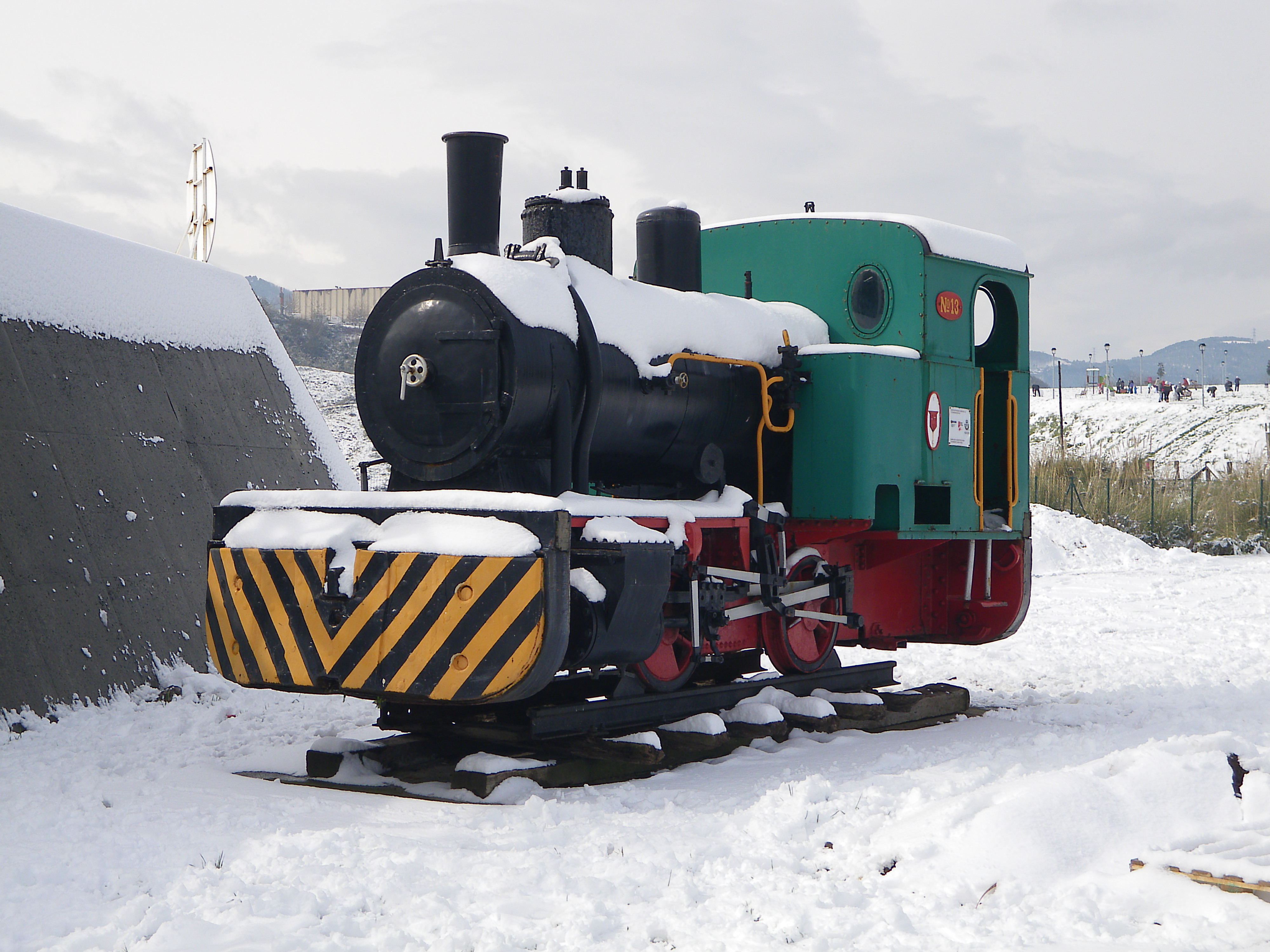
Locomotora nº 13 de Altos Hornos de Vizcaya (AHV) expuesta en el museo.
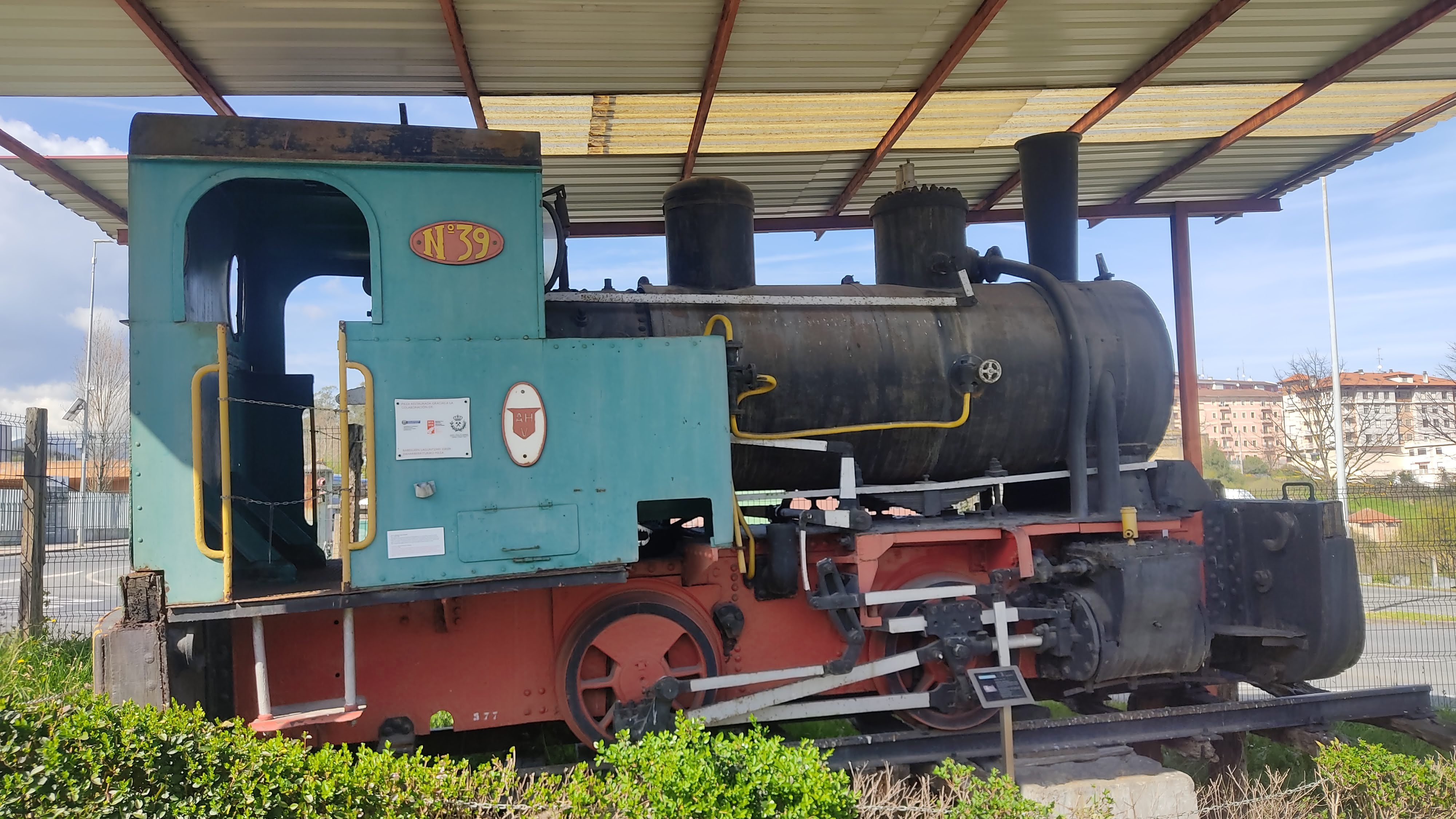
Locomotora nº 39 de AHV.
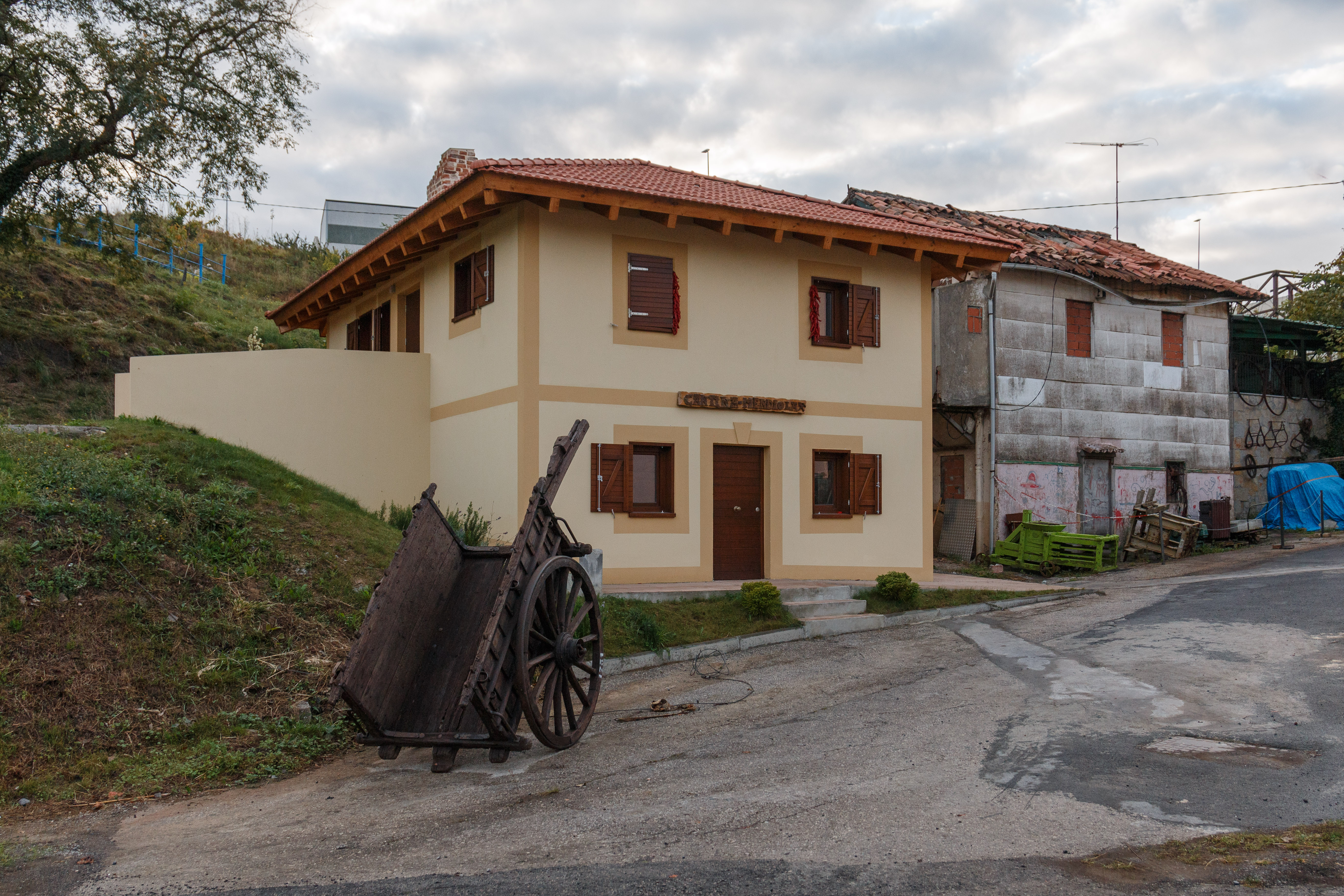
Casas de mineros. La de la izquierda se ha acondicionado como cantina. La otra ha sido renovada recientemente.
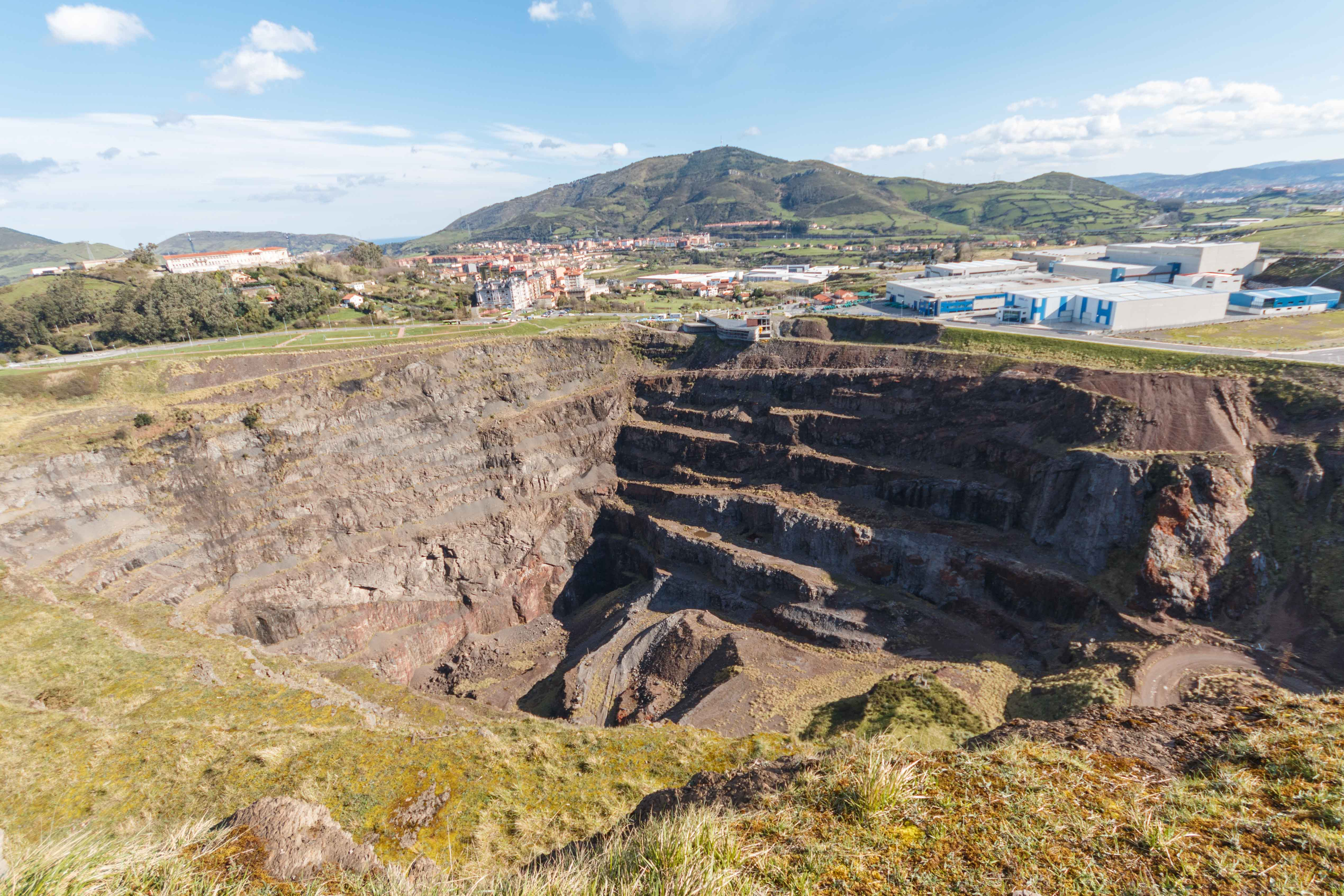
Mina Concha II  en Bodovalle. En el centro, instalaciones del Museo de la Minería del País Vasco y de la Ekoetxea Meatzaldea.
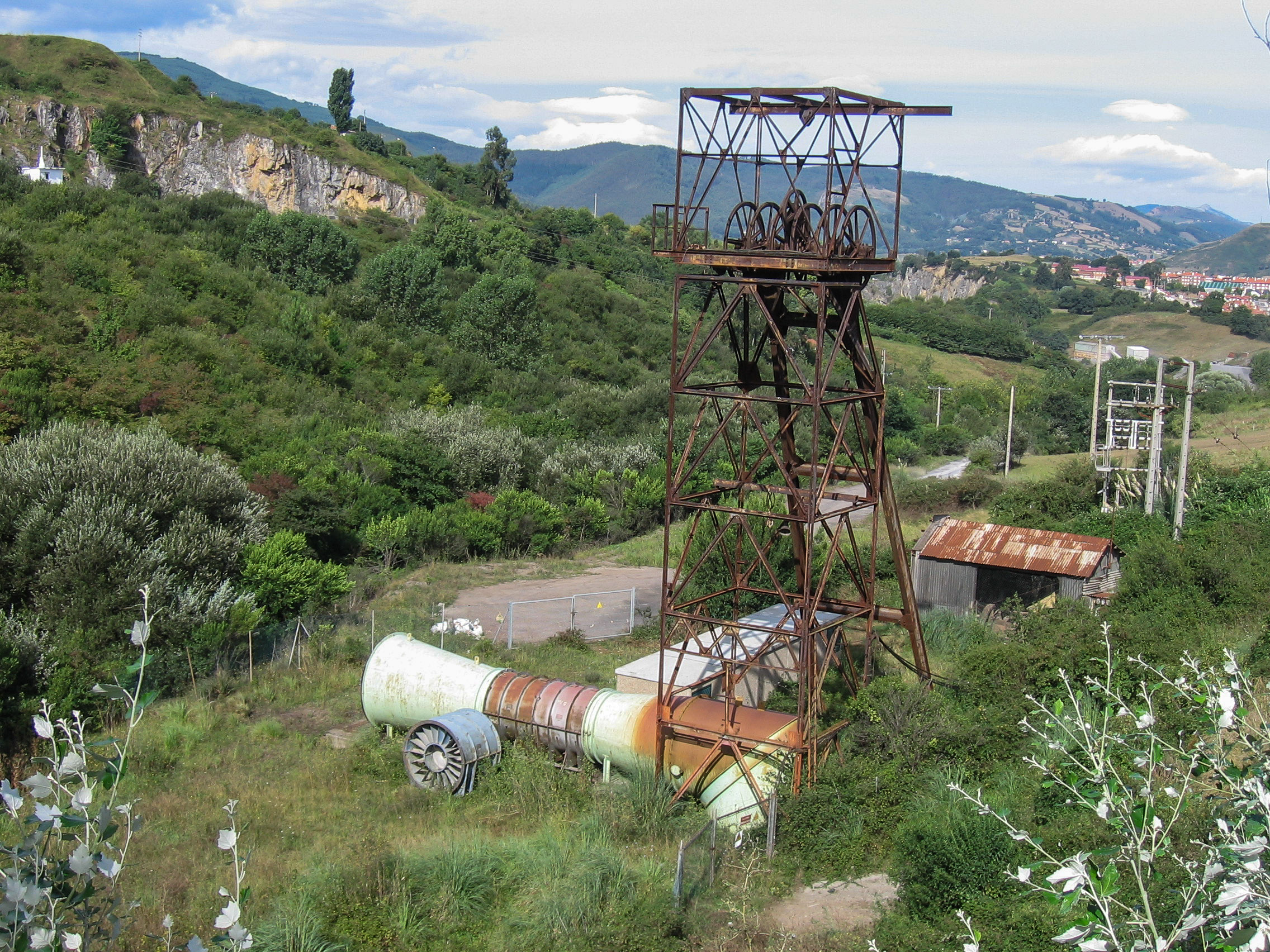
Castillete o torre metálica del pozo de la mina Ezequiela en las proximidades del museo.